# 二階堂晴行
二階堂 晴行（にかいどう はるゆき）は、戦国時代の武将・陸奥国の戦国大名。須賀川二階堂氏5代当主。

## 略歴
二階堂行詮の次男として誕生。
室町幕府12代将軍・足利義晴より偏諱を受けて晴行と名乗る。また、これ以外に別名として続義（つぐよし）、行直（ゆきなお）が伝わっている。父没後、跡を継いだ兄・行景も永正元年（1504年）に没したため、家督を継いだ。
天文3年（1534年）、伊達氏と白河結城氏・岩城氏が争った際は、伊達氏と連合して白河結城氏と戦った。この合戦で白河領の一部を獲得し、嫡男・照行に伊達晴宗の妹を迎えることとなった。
田村氏とも度々争ったほか、天文5年（1536年）の喜連川五月女坂での宇都宮氏と那須氏との合戦に参加するなど転戦したが、天文11年（1542年）に病死した。没年は天文6年（1537年）とも言われる。